# Entobius loimiae
Entobius loimiae is een eenoogkreeftjessoort uit de familie van de Entobiidae. De wetenschappelijke naam van de soort is voor het eerst geldig gepubliceerd in 1908 door Dogiel.